# Blades of Steel
Blades of Steel è un videogioco arcade di hockey su ghiaccio pubblicato da Konami nel 1987. Una sua caratteristica è l'occasionale presenza di scazzottate giocabili tra due hockeisti. A partire dal 1988 sono state pubblicate conversioni per le console Nintendo Entertainment System, Famicom Disk System e Game Boy e per i computer Amiga, Commodore 64 e MS-DOS, queste ultime tre realizzate dalla ungherese Novotrade. Le versioni giapponesi per Game Boy e Famicom sono intitolate Konami Ice Hockey (コナミック アイスホッケー?, Konamikku Aisu Hokkē). Ne è stata tratta anche una versione gioco elettronico portatile LCD nel 1989.
La versione per NES è stata nuovamente pubblicata sul servizio Virtual Console il 24 dicembre 2007; la versione arcade è stata nuovamente pubblicata su Game Room il 24 novembre 2010.
La Konami ha pubblicato due seguiti, NHL Pro 99 o NHL Blades of Steel '99 (Nintendo 64 e Game Boy Color, 1999) e NHL Blades of Steel 2000 (PlayStation, 2000).

## Modalità di gioco
Si può giocare singolarmente o in competizione con un altro giocatore (anche in versione Game Boy, collegando due console via cavo).
Ogni squadra è composta da tre attaccanti, due difensori e un portiere, anch'esso controllabile.
Il campo è visualizzato dal lato più lungo, con effetto di prospettiva, a scorrimento orizzontale. Quando si è in possesso del dischetto si possono effettuare passaggi o tiri. Per direzionare i tiri in porta appare una freccetta in continuo movimento lungo la linea di gol. Quando si è in difesa si può usare il pulsante per cambiare l'hockeista controllato. Gli avversari si contrastano andandogli addosso, anche buttandoli a terra. Gli eventuali tiri di rigore si svolgono con visuale fissa e ravvicinata da dietro l'hockeista che tira.
Nelle versioni domestiche, all'inizio del gioco i giocatori possono selezionare le modalità "Esibizione" o "Torneo"; la prima è giocata contro l'IA o un altro giocatore; la seconda prevede che il giocatore selezioni una squadra e giochi contro altre squadre, in stile play-off; la squadra che riesce a battere tutte le squadre avversarie viene premiata con una coppa. Quando si gioca contro l'intelligenza artificiale, è possibile selezionare uno di tre livelli di difficoltà: "Junior" (facile), "College" (normale) e "Pro" (difficile).
Se una partita finisce in pareggio, vengono usati i tiri di rigore per determinare il vincitore.

### Combattimenti
I combattimenti iniziano ogni volta che due giocatori si scontrano tre volte di seguito senza colpire un altro giocatore; smetteranno di pattinare e si impegneranno in un breve scontro "pre-combattimento", potendo picchiarsi, se lo desiderano. Se un giocatore dà un pugno rapido all'avversario durante il pre-combattimento, c'è la possibilità che lo abbatta senza subire penalità. 
Se, durante la sequenza pre-combattimento, vengono lanciati pugni reciproci, una voce grida "Fight!" (non in tutte le versioni) e appare la schermata di combattimento: i due contendenti vengono mostrati con visuale fissa a distanza ravvicinata. Il combattimento è un picchiaduro dove ciascun giocatore può dare un pugno in alto, uno in basso, eseguire un blocco in alto o in basso e gli viene data una barra della salute, che si svuota dopo aver subito 5 colpi. Il perdente riceve una penalità e viene inviato in panchina; il vincitore non viene punito. 
Possono essere penalizzati fino a 4 giocatori, per un massimo di un vantaggio di 5 su 1. Se un combattimento si verifica vicino a una delle reti, l'arbitro può interrompere il combattimento e ordinare un tiro di rigore.

## Accoglienza
| Testata              | Versione | Giudizio |
| -------------------- | -------- | -------- |
| AllGame              | NES      | 4,5/5    |
| IGN                  | NES      | 7,5/10   |
| Zzap!                | Game Boy | 92%      |
| Game Power           | Game Boy | 89%      |
| Computer+Videogiochi | Game Boy | 81%      |
| Computer+Videogiochi | Game Boy | 88%      |
| Consolemania         | Game Boy | 88%      |
| K console            | NES      | 85%      |
| Amiga Joker          | Amiga    | 33%      |
| RUN                  | C64      | B+       |

Blades of Steel è stato ben accolto dalla critica, almeno nelle versioni per console. L'editore di AllGame Skyler Miller ha descritto il gioco per NES come uno dei giochi sportivi più divertenti della sua epoca. Zzap! assegnò la "medaglia d'oro" di gioco del mese (novembre 1992) alla versione per Game Boy, considerandolo tra i migliori giochi sportivi in generale per la console.
Le versioni per computer furono trattate meno frequentemente dalla stampa.
Nel 1997 Electronic Gaming Monthly ha deciso di escluderlo dai loro "100 migliori giochi di tutti i tempi" a favore di Ice Hockey (per NES), spiegando quanto seguentemente riportato:

## Copertina
Le copertine di tutte le versioni domestiche mostrano in primo piano un disegno di due hockeisti avversari in azione. Il disegno riproduce una fotografia di Wayne Gretzky e Tomas Jonsson fatta durante la Stanley Cup 1983, alterando le fattezze dei due per renderli personaggi anonimi.